# جيم كوب
جيم كوب هو نقابي وسياسي أسترالي، ولد في 26 نوفمبر 1907 في سيدني في أستراليا، وتوفي في 3 فبراير 1999. نشط حزبياً في حزب العمال الأسترالي.

## مناصب
- انتخب Speaker of the Australian House of Representatives [الإنجليزية]‏ (27 فبراير 1973 – 27 فبراير 1975).
- انتخب عضو مجلس النواب الأسترالي ‏ عن دائرة Division of Sydney [الإنجليزية]‏ (25 أكتوبر 1969 – 11 نوفمبر 1975).
- انتخب عضو مجلس النواب الأسترالي ‏ عن دائرة Division of Watson [الإنجليزية]‏ (10 ديسمبر 1955 – 25 أكتوبر 1969).
- في 1955 Cook by-election [الإنجليزية]‏، انتخب عضو مجلس النواب الأسترالي ‏ عن دائرة كوك [الإنجليزية]‏ (21 مايو 1955 – 10 ديسمبر 1955).